# Liste der Krater des Erdmondes/E
| Name             | Benannt nach                        | Lage                        | Mittlerer Durchmesser (km) |
| ---------------- | ----------------------------------- | --------------------------- | -------------------------- |
| Eckert           | Wallace John Eckert                 | 17° 18′ 0″ N, 58° 18′ 0″ O  | 2                          |
| Eddington        | Sir Arthur S. Eddington             | 21° 18′ 0″ N, 72° 12′ 0″ W  | 118                        |
| Edison           | Thomas Alva Edison                  | 25° 0′ 0″ N, 99° 6′ 0″ O    | 62                         |
| Edith            | englischer Frauenname               | 25° 48′ 0″ S, 102° 18′ 0″ O | 8                          |
| Egede            | Hans Egede                          | 48° 42′ 0″ N, 10° 36′ 0″ O  | 37                         |
| Ehrlich          | Paul Ehrlich                        | 40° 54′ 0″ N, 172° 24′ 0″ W | 30                         |
| Eichstadt        | Lorenz Eichstaedt                   | 22° 36′ 0″ S, 78° 18′ 0″ W  | 49                         |
| Eijkman          | Christiaan Eijkman                  | 63° 6′ 0″ S, 141° 30′ 0″ W  | 54                         |
| Eimmart          | Georg Christoph Eimmart             | 24° 0′ 0″ N, 64° 48′ 0″ O   | 46                         |
| Einstein         | Albert Einstein                     | 16° 18′ 0″ N, 88° 42′ 0″ W  | 198                        |
| Einthoven        | Willem Einthoven                    | 4° 54′ 0″ S, 109° 36′ 0″ O  | 69                         |
| Elger            | Thomas Gwyn Elger                   | 35° 18′ 0″ S, 29° 48′ 0″ W  | 21                         |
| Ellerman         | Ferdinand Ellerman                  | 25° 18′ 0″ S, 120° 6′ 0″ W  | 47                         |
| Ellison          | Mervyn A. Ellison                   | 55° 6′ 0″ N, 107° 30′ 0″ W  | 36                         |
| Elmer            | Charles W. Elmer                    | 10° 6′ 0″ S, 84° 6′ 0″ O    | 16                         |
| Elvey            | Christian T. Elvey                  | 8° 48′ 0″ N, 100° 30′ 0″ W  | 74                         |
| Emden            | J. Robert Emden                     | 63° 18′ 0″ N, 177° 18′ 0″ W | 111                        |
| Encke            | Johann Franz Encke                  | 4° 36′ 0″ N, 36° 36′ 0″ W   | 28                         |
| Endymion         | Endymion                            | 53° 54′ 0″ N, 57° 0′ 0″ O   | 123                        |
| Engelʹgardt      | Basil von Engelhardt                | 5° 42′ 0″ N, 159° 0′ 0″ W   | 43                         |
| Eötvös           | Roland von Eötvös                   | 35° 30′ 0″ S, 133° 48′ 0″ O | 99                         |
| Epigenes         | Epigenes von Byzanz                 | 67° 30′ 0″ N, 4° 36′ 0″ W   | 55                         |
| Epimenides       | Epimenides                          | 40° 54′ 0″ S, 30° 12′ 0″ W  | 27                         |
| Eratosthenes     | Eratosthenes                        | 14° 30′ 0″ N, 11° 18′ 0″ W  | 58                         |
| Erlanger         | Joseph Erlanger                     | 86° 56′ 0″ N, 26° 37′ 0″ O  | 9,9                        |
| Erro             | Luis E. Erro                        | 5° 42′ 0″ N, 98° 30′ 0″ O   | 61                         |
| Esclangon        | Ernest Benjamin Esclangon           | 21° 30′ 0″ N, 42° 6′ 0″ O   | 15                         |
| Esnault-Pelterie | Robert Esnault-Pelterie             | 47° 42′ 0″ N, 141° 24′ 0″ W | 79                         |
| Espin            | Thomas Henry Espinell Compton Espin | 28° 6′ 0″ N, 109° 6′ 0″ O   | 70                         |
| Euclides         | Euklid                              | 7° 24′ 0″ S, 29° 30′ 0″ W   | 11                         |
| Euctemon         | Euktemon                            | 76° 24′ 0″ N, 31° 18′ 0″ O  | 62                         |
| Eudoxus          | Eudoxos von Knidos                  | 44° 18′ 0″ N, 16° 18′ 0″ O  | 67                         |
| Euler            | Leonhard Euler                      | 23° 18′ 0″ N, 29° 12′ 0″ W  | 27                         |
| Evans            | Sir Arthur Evans                    | 9° 30′ 0″ S, 133° 30′ 0″ W  | 67                         |
| Evdokimov        | Nikolai Nikolajewitsch Jewdokimow   | 34° 48′ 0″ N, 153° 0′ 0″ W  | 50                         |
| Evershed         | John Evershed                       | 35° 42′ 0″ N, 159° 30′ 0″ W | 66                         |
| Ewen             | gälischer Männername                | 7° 42′ 0″ N, 121° 24′ 0″ O  | 3                          |